# 塞西莉亞島

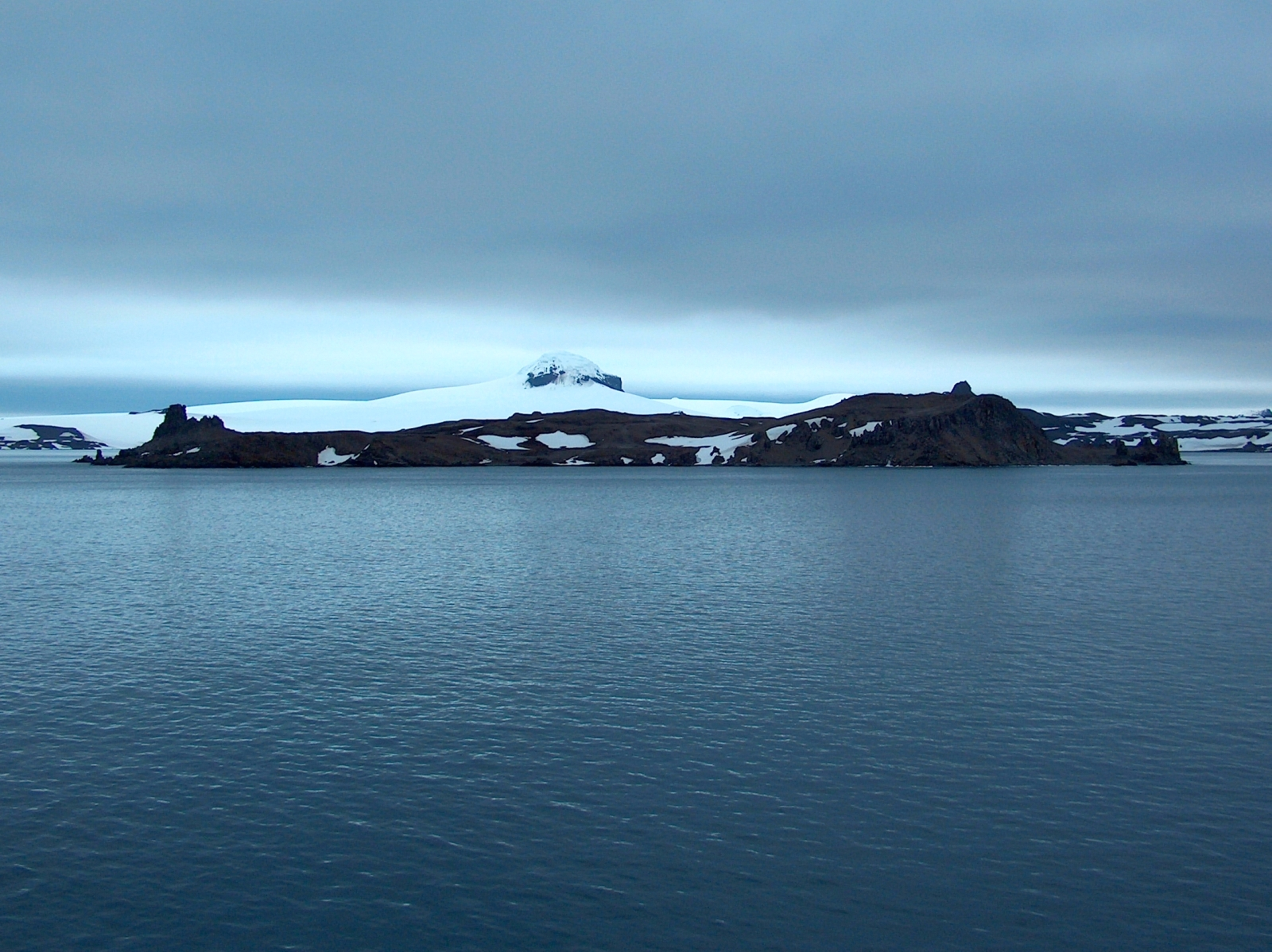

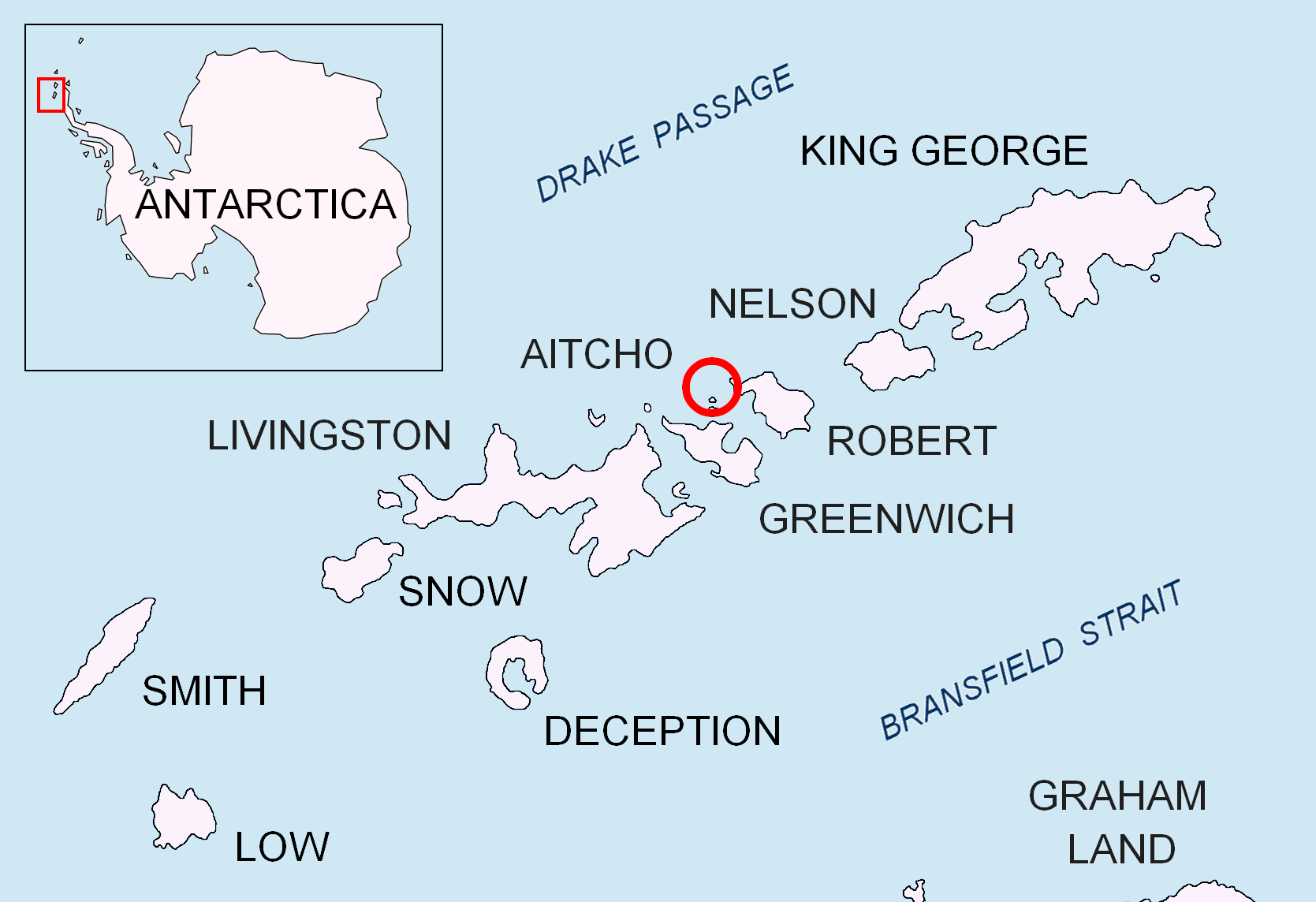

塞西莉亞島（英語：Cecilia Island）是南極洲的島嶼，屬於南設得蘭群島中艾秋群島的一部分，位於格林尼治島以北3.07公里、巴里恩托斯島東南0.28公里和羅伯特島西南3.39公里，長0.91公里、寬0.45公里，面積0.36平方公里。

## 外部連結
- SCAR Composite Antarctic Gazetteer（页面存档备份，存于）.

62°24′46.2″S 59°43′42.6″W / 62.412833°S 59.728500°W